# Сагар Паван
Са́гар Па́ван (санскр. सागर पवन, дослівно «Морський Вітер») — пілотажна команда повітряних сил індійських ВМС. Також мала назви INSPAT (англ. Indian Navy Sagar Pawan Aerobatic Team — Пілотажна група ВМС Індії Сагар Паван) або SPAT. Станом на 2024 рік команда неактивна.
Команда використовувала чотири навчально-тренувальних літаки HJT-16 Kiran Mk.2 виробництва Hindustan Aeronautics. Належала до 551 ескадрильї ВМС Індії (INAS 551). Дислокувалася на базі військово-морської авіації INS Hansa в аеропорті Даболім, штат Гоа. Літаки використовували темно-синю з білим ліврею, а також білий, червоний і синій дим.

## Історія
Ескадрилья 551 у минулому кілька разів намагалася створити пілотажну групу, але ці спроби були неофіційними й не тривали достатньо довго. Група, яка згодом отримала назву «Сагар Паван», неформально існує з кінця 2001 року, а офіційно про її створення було оголошено у другій половині 2002 року (тоді ж літаки отримали фірмову ліврею та димогенератори). Засновником команди й пілотом літака лідера став командер Сурендра Ахуджа.
Спочатку команда називалася «Сагар Кіран» («Морський Промінь»): на цю назву надихнула назва іншої індійської пілотажної команди «Сурья Кіран». Саме під такою назвою команда здійснила свій перший офіційний виступ 11 травня 2003 року на святкуванні Золотого ювілею військово-морської авіації Індії у Кочі. Пізніше назву було змінено на «Sagar Pawan», обравши цю назву з кількох, які запропонував віцеадмірал Арун Пракаш (пізніше він став адміралом і командувачем штабу ВМФ).
Команда виступала на численних фестивалях в різних містах Індії, зокрема Кочі, Вішакхапатнамі, Мумбаї, Пуне (Академія національної оборони Індії), Лонавлі (морська база Shivaji), а також на своїй домашній базі в Гоа. Також команда виступила на Міжнародному кінофестивалі в Індії. Ескадрилья 551 отримала почесну відзнаку начальника штабу ВМС США.
03 березня 2010 року один з літаків команди розбився під час авіашоу India Aviation 2010 в Гайдарабаді — він не зміг відновити висоту після маневру і впав на житловий будинок. Пілот командер Суреш Кумар Маурія та другий пілот капітан-лейтенант Рахул Наїр загинули. Наїр встиг катапультуватися, але парашут не розкрився належним чином, пілот вдарився об електричні дроти й загинув. Рештки Маурії знайшли в уламках літака. Четверо цивільних осіб на землі отримали поранення.
Ця катастрофа стала першою і єдиною в історії команди (і третьою аварією літака Kiran). Діяльність команди було призупинено для розслідування причин аварії. Засновник групи командер Ахуджа був переконаний, що катастрофа не свідчить про небезпечність літаків Kiran, і «Саган Паван» дозволять знову на них виступати, але цього так і не сталося. Після призупинення виступів пілоти команди були зайняті у навчанні польотів на палубних винищувачів МіГ-29К. Планувалося відновити «Саган Паван» у 2013-14 роках на літаках Hawk MK 132, але цю ідею так і не було втілено.